# Der Saratogakoffer
Der Saratogakoffer ist ein deutscher Kriminalfilm von 1917 der Filmreihe Harry Higgs.

## Handlung
Harry Higgs‘ Onkel, Mr. Clark, ist verstorben. Dieser hat Harry als seinen Testamentsvollstrecker eingesetzt. Harry soll als Vermögensverwalter ein Auge auf die Geldsummen werfen, die dem ebenso leichtlebigen wie nichtsnutzigen Vetter Reginald hinterlassen worden sind, damit dieser nicht sein Erbe sinnlos verprasst. Reginald Clark lebt in Paris und hat mit der verheirateten Frau von Sawerski eine Liaison angefangen. Selbige Dame befindet sich auf der Flucht; sie war schon zuvor in Brüssel und London, immer ihren eifersüchtigen, sehr viel älteren Gatten im Genick.
Frau von Sawerski trifft Higgs am Bahnhof und bittet ihn, ihren Saratogakoffer nach London mitzunehmen. Während der Zollformalitäten bei der Einreise muss Higgs den Koffer öffnen und darin liegt: Reginalds Leiche! Etwas später erfährt Higgs aus der Zeitung, dass Reginald in Brüssel bei einem Autounfall getötet worden sein soll. Es gibt also zwei Tote. Higgs ist zunächst verwirrt, kommt aber schließlich dem Rätsel der zwei Leichen auf die Spur. 
Beide Toten werden als Reginald Clark identifiziert. Higgs findet heraus, dass die Kammerzofe und ihr Freund, der Kammerdiener der Sawerskis, Reginald betäubt hatten, um ihn zu bestehlen. An den Folgen dieser Gewalttat starb Reginald an einem Herzschlag. Der Kammerdiener verstaute den toten Higgs-Vetter kurzerhand in Madames Saratogakoffer und reiste selber, da er viel Ähnlichkeit mit dem Toten hatte, mit Reggies Papieren nach Brüssel, wo er selbst tödlich verunglückte.

## Produktionsnotizen
Der Saratogakoffer hat eine Länge von fünf Akten auf 1624 Metern. Der ab August 1917 gedrehte Film erhielt nach seiner Zensurprüfung im Oktober desselben Jahres Jugendverbot und wurde am 16. November 1917 im Berliner Tauentzienpalast uraufgeführt. In Österreich-Ungarn, wo der Film am 25. Januar 1918 in Wien anlief, war er rund 1500 Meter lang.